# Durocornovium

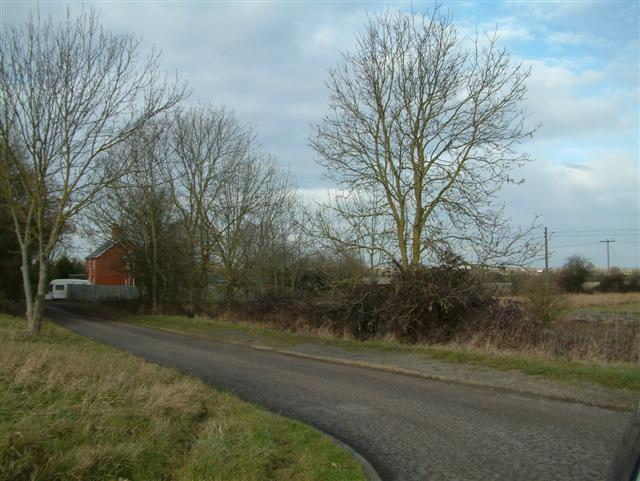
Posizione approssimativa di Durocornovium a Nythe Farm

Durocornovium fu una piccola città romana in Britannia, situata lungo la strada tra Corinium Dobunnorum  (Cirencester) e Calleva Atrebatum (Silchester).

## Il nome
La città, che nel periodo di sua massima estensione occupava circa 25 ettari, si trovava in Nythe Farm, ad est della A419 adiacente a Swindon, anche se il sito è di solito associato con il villaggio di Wanborough, che si trova a sud-est. Il terreno agricolo è una pianura alluvionale la cui storia è caratterizzata da continue inondazioni. I nomi delle città romane in Inghilterra spesso derivano da quelli autoctoni. Duro è una parola celtica che significa luogo fortificato. Più difficile da interpretare è Cornovium. Restando strettamente legati ai termini, si deve pensare a una tribù chiamata Cornovi delle Midland o dei Cornovi di Cornovaglia. A meno di pensare a una migrazione, questa idea è inconciliabile. Vi è, tuttavia, una menzione di un Cohors I Cornovium nei documenti romani, che, anche se non esistono prove, sarebbe da mettere in connessione con il sito. Vi sono due alternative migliori. Uno è che Cornovium si riferisca a Cernunno, che è il nome di una divinità celtica. C'era un cerchio di pietre vicino a Broome Manor, risalente al neolitico. L'altra alternativa è che il nome sia una forma corrotta di Corio, un re della tribù dei Dobunni di Cirencester. Il nome, quindi, significherebbe Forte sulla strada per Corinium. Al momento, comunque, non esiste una risposta certa.

## Storia
Il sito mostra segni di agricoltura sin dall'età neolitica e poi in quella del bronzo e del ferro e della creazione di fortificazioni collinari, mentre poche sono quelle di abitazioni. L'unico elemento databile è una moneta di Eppillo, che visse tra la fine del I secolo a.C. e gli inizi del I secolo d.C. e che era figlio di Commio, re filo-romano della tribù degli Atrebati, noto per aver controllato una zecca nell'odierna Silchester. Si pensa che lo sviluppo originario di Durocornovium sia stato di natura militare e che risalga al periodo in cui i legionari romani costruirono la strada che attraversava la zona. Tale ipotesi si basa sulla scoperta di materiale risalente all'epoca di Nerone. La scoperta di alcuni fossati porterebbero a pensare all'esistenza di un forte. Con l'espansione romana verso nord il sito fu abbandonato per almeno venti anni prima che i britanni vi si reinsediassero, come attestato da ritrovamenti di quel periodo. Durocornovium presenta segni di un'intensa attività edilizia ed è chiaro che beneficiò della sua posizione lungo un'arteria stradale. Del resto essa si trovava all'incrocio di strade che collegavano i centri amministrativi regionali di Silchester, Corinium Dobunnorum e Venta Belgarum. Come suggeriscono i loro nomi, queste città furono designate come civitas e utilizzate per controllare le tribù locali. Questo sistema centralizzato potrebbe però non essere stato sufficiente per il controllo di una popolazione potenzialmente ribelle e si ritiene che potrebbe esserci stato un decentramento amministrativo in città periferiche, tra cui Durocornovium. A questo periodo risalgono grandi edifici in pietra con colonne monumentali. Sono presenti una mansio ancora non scavata, individuata a 110 metri dalla strada, e forse un granaio. Al culmine dello splendore dell'Impero romano l'area fu intensamente frequentata, come dimostrano un ninfeo e un santuario. Nel III e IV secolo la caratteristica principale fu la riqualificazione delle strutture precedenti. Anche se in molte città del Tardo Impero furono costruite difese in pietra, ciò non accadde a Durocornovium, forse per la presenza di paludi e per l'aumento di inondazioni nella zona in quel periodo, come attesterebbe il proliferare di edifici in legno costruiti in cima a pali. Dopo la partenza dei romani dalla Britannia e il collasso dell'amministrazione civile, Durocornovium fu rapidamente abbandonata, diventando fonte di materiale da costruzione per i coloni sassoni quando questi si stabilirono in Swindon Hill.